# رايغان العليا (مهاجران)
رايغان العليا (بالفارسية: رایگان علیا) هي مستوطنة تقع في إيران في Lalejin District. يقدر عدد سكانها بـ 387 نسمة .